# Habronattus calcaratus
Habronattus calcaratus är en spindelart som först beskrevs av Banks 1904.  Habronattus calcaratus ingår i släktet Habronattus och familjen hoppspindlar. Utöver nominatformen finns också underarten H. c. maddisoni.